# Динере, Цецилия
Цецилия Робертовна Динере (латыш. Cecīlija Dinere; 25 декабря 1919, Краслава — 18 июля 1996, Бат-Ям) — латышская писательница, поэтесса, прозаик и переводчик. Член СП Латвии.
Мать Лилии Динере.

## Биография
Родилась в 1919 году. В 1936 году окончила гимназию. В 1941 году закончила Резекненский пединститут. Литературную деятельность начала в 1943 году, будучи радисткой в Советской Армии. В 1946 году вступает в Союз писателей Латвийской ССР.

## Творчество
Первые стихи были опубликованы в 1943 году. В 1947 году издан первый поэтический сборник. Всего Динере издала более 50 книг, среди них сборники поэзии «Сверкающие крылья», «Нам дорог мир», «Отклики», «Невидимые мосты», «Путь одуванчиков», «Противоречия»; книги прозы «Гость из „Шехеразады“», «Поединок девушек», «Зеркала»; переводы из Франсуа Вийона, Бодлера, Томаса Манна.
Последняя из книг — это поэтический сборник из прежде ею издававшегося (написанного в Латвии).

## Критика
Григорий Канович:

Честно говоря, нечасто приходится мне читать такие рукописи, как «Аспаклария» Цецилии Динере. Сказать, что она обжигает своей выстраданной правдой, своей неподдельной болью, своим высоким и легкоранимым чувством достоинства, — это ровным счётом не сказать ничего, ибо сухим языком формулировок, превосходных степеней невозможно передать тот трепет, то эстетическое наслаждение от приобщения к истинной поэзии, тот редко встречающийся катарсис, который испытываешь при чтении её стихов…

### Книги
1. «Маленький рижанин» / Пер. Н. Павлович. — Рига: Латгосиздат, 1951.- 48 с.
2. «Боец за свободу» / Пер. В. Потаповой. — М.: Детгиз, 1954. — 32 с.
3. «Катины игрушки». / Пер. Л. Прозоровского. — Рига: Латгосиздат, 1955 — 16 с.
4. «Речка моя, реченька» / Рига: Латгосиздат, 1962. — С. 196.
5. «Я живу на свете»./ Пер. М. Крупниковой. — Рига: Латгосиздат, 1965. — 96 с.
6. «Скажите доброе слово». Повесть./ Пер. В. Невского. — Рига: Лиесма, 1967. — 184 с.
7. «Человек рядом». Стихи./ Пер. И. Озеровой. — М.: Советский писатель, 1967. — 92 с.
8. «Начало». Повесть. / Пер. Д. Глезера. — Рига, Лиесма, 1976. — 198 с.
9. «Феникс»: Роман / Авториз. пер. с латыш. Д. Глезера; [Худож. Л. Е. Денере]. — М.: Сов. писатель, 1978. — С 238.
10. «Город воображения»: Лирика / Рига, Лиесма, 1979, — С. 111.
11. «Река шумит» / Вступит. статья Р. Б. Адмидиньш. — Рига: Лиесма, 1979, — С. 367.
12. Цецилия Динере, Маргарита Старасте; «Раскрась!» / 3-е изд. — Рига:, Звайгзне, 1980, — С. 36.
13. "Гость из «Шехеразады»: Роман / Перевела с латыш. М. Крупникова, Худож. Л. Динере. — Рига: Лиесма, 1985, — С. 172.
14. "Гость из «Шехеразады»: Роман / Пер. Р. Раджабов. — Душанбе: Адиб, 1988, — С. 154.
15. «Поэма об улитке»: [Для мл. шк. возраста] / Пер. с латыш. Л. Романенко; Худож. Л. Динере. — Рига: Лиесма, 1987. — С. 23.

### Переводы
1. «Франсуа Вийон: стихи»; Пер. с фр., авт. вступ. ст. и коммент. Ц. Динере; Худож. Л. Динере. — Рига: Лиесма, 1987. — С. 171.
2. Морис Карем, «Арлекин» : Стихи для детей / Сост. и пер. с фр. Ц. Динере. — Рига: Лиесма, 1984. — С. 48.
3. Фазлиддин Мухаммадиев, «Путешествие на тот свет»: [Рассказы] / Пер. с рус. Ц. Динере. — 2-е изд. — Рига: Лиесма, 1982. — С. 220.
4. Василий Ледков, «Мать тундра»: Стихи / Пер. с рус. Ц. Динере, Р. Вента; сост. Р. Вента. — Рига: Лиесма, 1980. — С. 86.

### Журнальные публикации
1. [стихотворения] — стр. 142—143 / Ц. Динере (пер. с латыш. И. Авраменко), журнал «Байкал» 1963 г. N 3 (май—июнь).
2. [стихотворения] — стр. 77—81 / Ц. Динере (пер. с латыш. А. Кобринский), журнал «Даугава» 6/96 (ноябрь—декабрь).